# Proud like a God
Proud Like a God (englisch für ‚Stolz wie ein Gott‘) ist das Debütalbum der deutschen Rockband Guano Apes. In Deutschland erreichte es Platin-, in Österreich und der Schweiz Gold-Status. 1999 wurde das Album von RCA auch in den Vereinigten Staaten veröffentlicht.

## Entstehung
1996 gewann Guano Apes den von Radio ffn und VIVA veranstalteten Nachwuchswettbewerb „Local Heroes“. Mit dem Preisgeld von 70.000 DM konnten sie ein Studio finanzieren und ihr Debütalbum selbst produzieren. Zudem wurde durch den Sieg bei Local Heroes die Contra Promotion GmbH auf die Band aufmerksam und verschaffte ihr als neues Management einen Plattenvertrag beim BMG-Sublabel Gun Records. Das Album wurde im Horus Sound Studio in Hannover aufgenommen, von dem Gitarrist Henning Rümenapp 1999 Geschäftsführer und Teilhaber wurde.

## Stil
Das Album reiht sich in den Mitte der 1990er in Deutschland sehr erfolgreichen Stil des Crossovers ein. Dabei stellt besonders die Stimme der Sängerin Sandra Nasić ein herausragendes Merkmal für den Sound von Proud Like a God dar. Im Vergleich zu späteren Alben ist Proud Like a God sehr viel experimentierfreudiger. Die Guano Apes decken auf diesem Album das Spektrum zwischen sowohl härteren energischen Songs als auch melodischeren Balladen ab. Diese Mischung zieht sich durch das ganze Album. Beispiele für härtere Songs auf Proud Like a God sind Open Your Eyes und Lords of the Boards. Als Balladen sind zum Beispiel Maria und Rain zu nennen, bei denen Nasićs Stimme mehr in den Vordergrund rückt.

## Titelliste
Alle Titel wurden von Guano Apes geschrieben.
1. Open Your Eyes – 3:09
2. Maria – 3:46
3. Rain – 4:37
4. Lords of the Boards – 3:44
5. Crossing the Deadline – 3:26
6. We Use the Pain – 2:32
7. Never Born – 5:18
8. Wash It Down – 3:06
9. Scapegoat – 3:23
10. Get Busy – 3:23
11. Suzie – 2:56
12. Tribute – 9:12

Das Lied Lords of the Boards war bei der ersten Auflage des Albums noch nicht vorhanden und wurde erst Ende 1997 hinzugefügt. Nach dem letzten Stück folgen fünf jeweils vier Sekunden lange Leertracks und dann das Bonusstück Move a Little Closer.

## Singles

### Open Your Eyes
Open Your Eyes war die erste Singleauskopplung von Proud like a God und wurde am 22. August 1997 veröffentlicht. Durch eine Platzierung auf Teil 6 der erfolgreichen „Crossing all over“-Reihe ihres Labels kurz vor Veröffentlichung des Albums wurde erstmals eine größere Zielgruppe auf Song und Band aufmerksam. Dank massiver Ausstrahlung des Videos durch VIVA erreichte die Single ein halbes Jahr später in Deutschland Platz 5, in Österreich Platz 10 und in der Schweiz Platz 11. In Deutschland verblieb der Song 30 Wochen in den Charts und erreichte mit über 250.000 verkauften Exemplaren im April 2008 Gold-Status. In den amerikanischen Alternative Charts belegte der Song Platz 4. Plattentests.de bezeichnete den Song rückblickend als den „nach wie vor erfolgreichste[n] und beste[n] Song“ der Band, laut rock.de handelt es sich um einen „Kracher“. Als Zusatzsongs befinden sich auf der Single We Use the Pain und Wash It Down. Die ursprüngliche Version erschien 1995 auf einem 4-Spur-Kassettendemo.

### Lords of the Boards
Die zweite Single des Albums war Lords of the Boards und wurde am 12. Dezember 1997 veröffentlicht. Die höchste Chartplatzierung in Deutschland war Platz 10. Als Zusatzsongs befinden sich auf der Single Crossing the Deadline und Suzie. Dieser Song wurde für die Snowboardweltmeisterschaft in Fieberbrunn, Österreich geschrieben, weswegen er von der Band selbst als „Auftragsarbeit“ empfunden wurde. Obwohl die Band selbst selten auf dem Snowboard stand, gilt der Song als „Boarder-Hymne“, wurde aber auch als „ausgeflippte Skaterhymne“ bezeichnet.

### Rain
Die dritte Single ist Rain, die am 15. Januar 1998 veröffentlicht wurde. Die höchste Chartposition in Deutschland war Platz 76. Als Zusatzsongs befinden sich auf der Single 360 Degrees Aliendrop und Rain (Album Version). Plattentests.de bezeichnet Rain als „eigentlich recht niedliche Ballade“, während rock.de den Song als „allenfalls mediokre Ballade“ kritisiert.

## Rezeption

### Rezensionen
Laut EMP stellt das Album eine Mischung aus harten Klängen mit eingängigen Melodien und einer beeindruckenden Stimme dar. Claus Böhm von punksite.de beschrieb Proud Like a God als „Karrierestart nach Maß“. laut.de bemängelte an der Platte, dass auf ihr „so manche Klopperei [nerve], die den an sich guten Song in viele kleine Scheiben zerhackstückelte“ (Alexander Cordas)

### Preise
- Comet für Proud like a God[13]
- Echo Pop für das Musikvideo zu Lords of the Boards[13]

## Auszeichnungen für Musikverkäufe
Proud Like a God gilt als „das bestverkaufte englischsprachige Debüt einer deutschen Rockband aller Zeiten“. Weltweit wurden über drei Millionen Kopien abgesetzt, selbst in den Vereinigten Staaten konnten sechsstellige Verkaufszahlen erreicht werden.
| Land/Region               | Auszeichnungen für Musikverkäufe (Land/Region, Auszeichnung, Verkäufe) | Verkäufe  |
| ------------------------- | ---------------------------------------------------------------------- | --------- |
| Belgien (BRMA)            | Gold                                                                   | (25.000)  |
| Deutschland (BVMI)        | Platin                                                                 | (600.000) |
| Europa (IFPI)             | Platin                                                                 | 1.000.000 |
| Italien (FIMI)            | Gold                                                                   | (50.000)  |
| Niederlande (NVPI)        | Gold                                                                   | (50.000)  |
| Österreich (IFPI)         | Gold                                                                   | (25.000)  |
| Polen (ZPAV)              | Gold                                                                   | (50.000)  |
| Portugal (AFP)            | Platin                                                                 | (40.000)  |
| Schweiz (IFPI)            | Platin                                                                 | (50.000)  |
| Vereinigte Staaten (RIAA) | —                                                                      | 100.000   |
| Insgesamt                 | 5× Gold · 4× Platin ·                                                  | 1.100.000 |